# グリフィス天文台

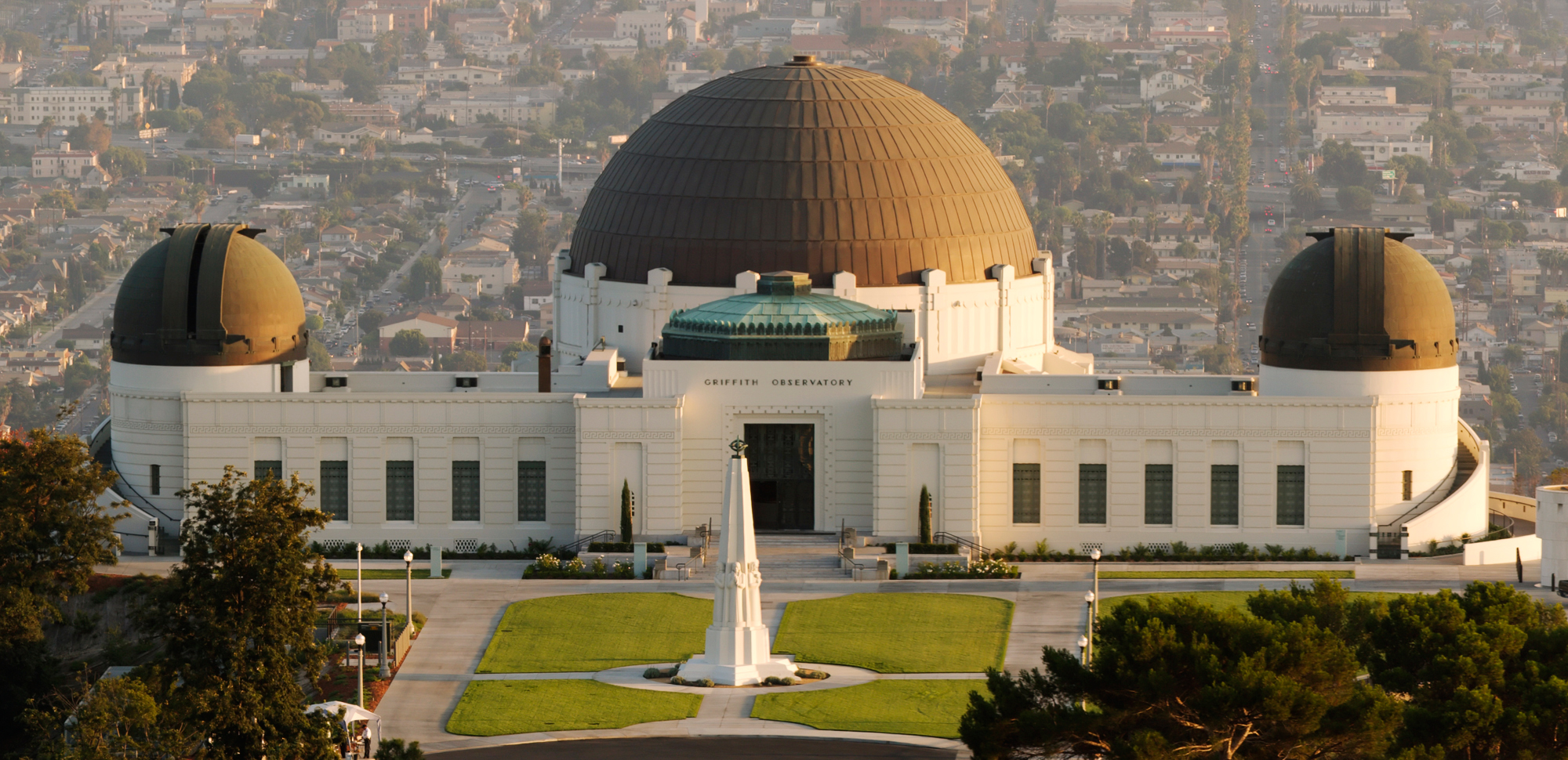
グリフィス天文台(リニューアル前)

グリフィス天文台（グリフィスてんもんだい, Griffith Observatory）は、ロサンゼルスのグリフィス公園内にある天文台。1935年に建設され、天体望遠鏡とプラネタリウムを備えている。アールデコ調の美しい外観と、市内を一望できる高台の立地から、カリフォルニア州有数の観光スポットとして長年人気を保ち続けている。
2006年に、4年に渡る大規模な改築工事が完成し、展示場やシアター、カフェなどが加えられた。また敷地内には映画「理由なき反抗」のロケ地として使用され、天文台の知名度を向上させた功績から、同作品で主演を務めたジェームズ・ディーンの銅像が建てられている。

## 歴史
天文台のある土地は、メキシコの銀鉱で財産を作った資産家のグリフィス・ジェンキンス・グリフィスが1896年にロサンゼルス市に寄付したもので、面積は1220ヘクタール（東京ドーム約261個分）。グリフィスがヨーロッパを旅行した時、整備された美しい公園に感心したのがきっかけであった。ロサンゼルスの町の美化のため、市民の憩いの場所として、自分の名を冠した公園を作ってほしいと注文を付けた。
後にウィルソン山天文台を見学して感激し、公園に天文台の建造を企画したが、グリフィスが殺人未遂を起こしたため、市が難色を示し、保留になった。グリフィスは遺言で、劇場と天文台の建設の寄付を書き残し、死後10年ほどたった1930年に劇場が建設された。天文台は1933年のロングビーチ地震(en)の影響で、設計が手直しされ、1935年に完成した。
その後、グリフィス公園は拡張され面積1740ヘクタールとなり、有名なハリウッドサインも公園内に取り込まれた。

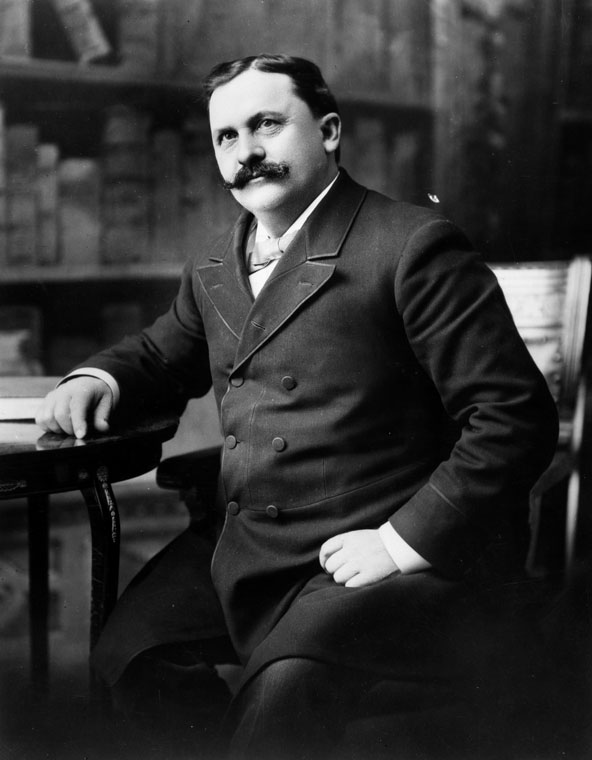
G.J.グリフィス

## グリフィス・ジェンキンス・グリフィス
天文台を寄付したグリフィス(1850 – 1919) は、英国ウェールズから10代のときにアメリカに移民し、貧しい中から、鉱山記者や鉱山アドバイザーを経て、メキシコの銀山で成功した人物。1882年にロサンゼルスに移住し、1887年に名家の娘と結婚した。
1896年12月に、市民へのクリスマスプレゼントとして広大な土地を公園用地として市に寄付し、町の名士となったが、1903年に休暇先のサンタモニカの高級ホテルで突然妻に発砲し、逮捕された。妻は片目を失ったが、一命を取り留めた。グリフィスは公には禁酒家を装っていたが、実は飲酒により偏執性妄想を患っており、事件のときも錯乱していたとされ、サン・クエンティン州立刑務所に2年間収監された。
出所後の1912年に名誉挽回のために天文台の寄付を申し出たが、犯罪者の名を冠する施設の建造に対して反対があり、生存中には実現しなかった。没後、グリフィス財団が作られ、遺言に従い、天文台と劇場が建設された。現在は、グリフィス公園内に銅像が建てられている。

## 舞台になった映画
- 理由なき反抗
- ターミネーター
- ジュラシック・パーク
- トランスフォーマー
- イエスマン “YES”は人生のパスワード
- 素敵な人生の終り方
- ロケッティア
- ラ・ラ・ランド
- アンダー・ザ・シルバーレイク
- チャーリーズ・エンジェル フルスロットル